# مسجل عليبات الفيديو
مُسجل عليبات الفيديو أو مسجل تلفزيوني بالحافظات الشريطية (بالإنجليزية: Videocassette recorder)، هو جهاز ميكانيكي كهربائي يسجل الصوت التناظري والفيديو التناظري من بث تلفزيوني أو من مصدر آخر على شريط فيديو (شريط مغناطيسي قابل للإزالة)، ويمكن تشغيل التسجيل. يُشار عادةً إلى استخدام الجهاز لتسجيل برنامج تلفزيوني لتشغيله في وقت أكثر ملاءمة على أنه عملية إزاحة للزمن. يمكن لمسجل عليبات الفيديو أيضاً إعادة تشغيل الأشرطة المسجلة مسبقاً. كانت أشرطة الفيديو المسجلة مسبقاً في الثمانينيات والتسعينيات متاحة على نطاق واسع للشراء والتأجير، وبِيعت الكثير من الأشرطة الفارغة للتسجيل عليها. تراجعت مسجلات عليبات الفيديو في شعبيتها مطلع القرن الحادي والعشرين، وأوقفت شركة فوناي في عام 2016 إنتاجها، وكانت آخر مُصَنِّع لها.

## لمحة تاريخية

### الأجهزة والتنسيقات الأولى

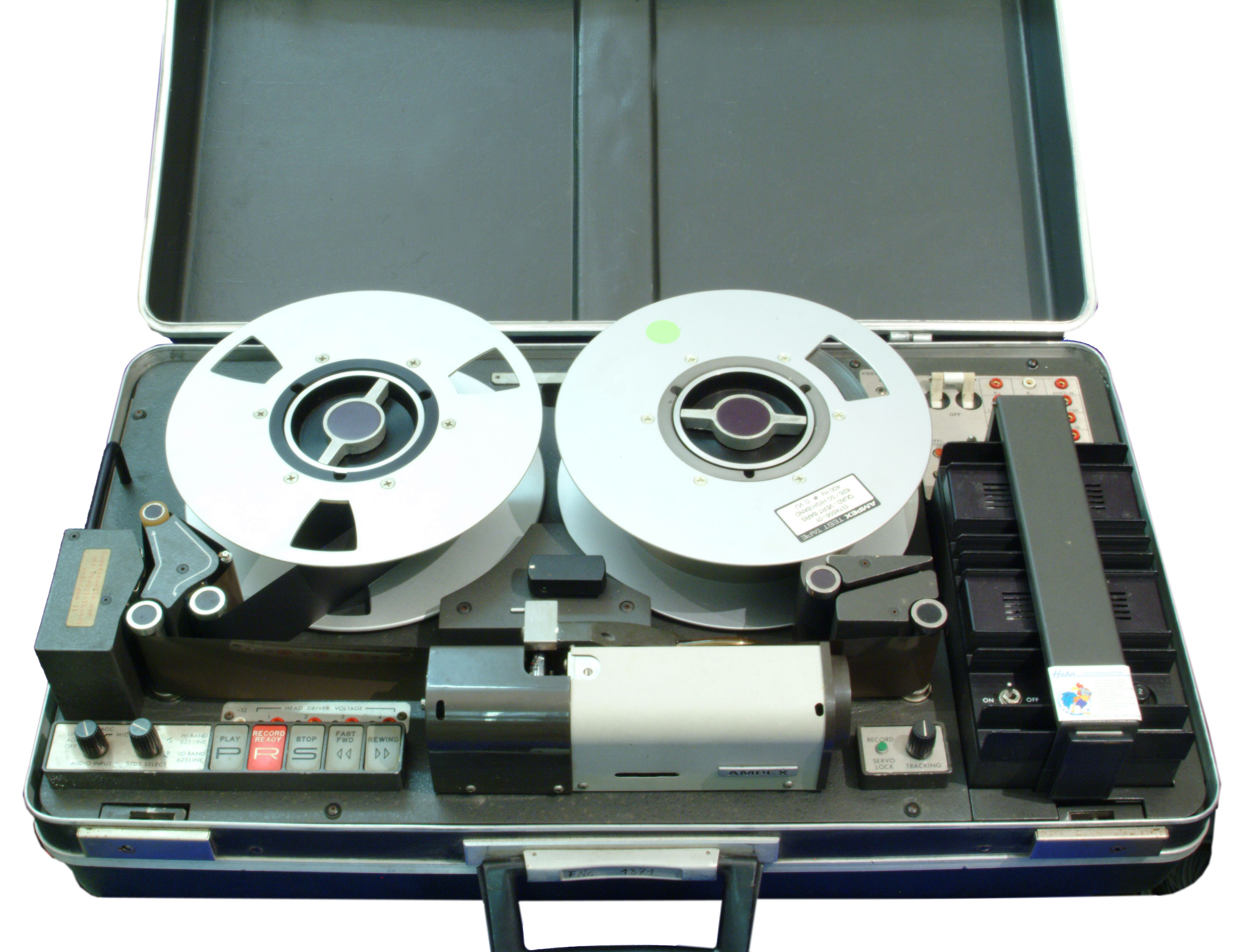
ليست جميع أجهزة تسجيل الفيديو تستخدم خرطوشة لحمل شريط الفيديو، فالنماذج الأولى من أجهزة مسجلات عليبات الفيديو ومعظم أجهزة الفيديو التماثلية الاحترافية المستخدمة في البث كانت تستخدم بكرات شريط على نظام اللف من بكرة إلى بكرة.

يرتبط تاريخ مسجل عليبات الفيديو بتاريخ تسجيل شريط الفيديو بشكل عام.
قدمت شركة أمبيكس عام 1956 التنسيق القياسي للبث الاحترافي لشريط الفيديو الرباعي من خلال جهاز VRX-1000، فأصبح أول جهاز تسجيل فيديو بشريط يحقق نجاحاً تجارياً في العالم، مستخدماً شريطاً بعرض 2 بوصة (5.1 سـم). لم يكن جهاز VRX-1000 متاحاً للعامة بسبب سعره المرتفع الذي كان حينها 50,000 دولار أمريكي (ما يعادل $476٬000 في 2020)، فلم تكن تشتريه إلا الشبكات التلفزيونية أو المحطات الكبيرة.
قدمت شركة توشيبا عام 1959 طريقة جديدة في التسجيل عرفت باسم المسح اللولبي، حيث أطلقت في ذلك العام أول جهاز تسجيل فيديو تجاري يستخدم هذه التقنية. وقد طُبِّقت هذه الطريقة أولاً في أجهزة التسجيل بالشريط من بكرة إلى بكرة (بالإنجليزية: reel-to-reel)، ثم استُخدمت لاحقاً مع أشرطة الكاسيت.
قدمت شركة فيليبس جهاز التسجيل EL3400 بتقنية المسح اللولبي وبعرض 1 بوصة (2.5 سـم)، مستهدفاً المستخدمين في البيئات المنزلية والتجارية. وطرحت شركة سوني في الوقت نفسه جهازها الأول من نوع التسجيل بالشريط من بكرة إلى بكرة، وهو PV-100 بعرض 2 بوصة (5.1 سـم)، موجَّهاً للاستخدام في المجالات التجارية والطبية وشركات الطيران والتعليم.

### بداية مسجلات الفيديو المنزلية
كان جهاز تيلكان (بالإنجليزية: Telcan) (اختصاراً لـTelevision in a Can) الذي أنتجته شركة نوتنغهام إلكترونيك فالف البريطانية عام 1963 أوَّل جهاز تسجيل فيديو منزلي، وقد طوَّره مايكل تيرنر ونورمان رذرفورد. كان بالإمكان شراؤه بصفةِ وحدة جاهزة أو مجموعة قابلة للتركيب بسعر 1,337 جنيهاً إسترلينياً (ما يعادل £27٬500 في 2018). كانت في الجهاز عدة عيوب، إذ كان الجهاز مرتفع الثمن، وصعب التركيب، ولا يستطيع تسجيل أكثر من عشرين دقيقة في كل مرَّة. وكان يسجل بالأسود والأبيض فقط، وهو التنسيق الوحيد المتاح في المملكة المتحدة آنذاك، إذ لم يبدأ البث الملون إلا عام 1967 على قناة بي بي سي تو. كان جهازُ سوني CV-2000، الذي طُرح في الأسواق لأول مرة عام 1965، أول جهاز تسجيل فيديو من إنتاج سوني مخصَّصاً للاستخدام المنزلي. وقد كان أول جهاز تسجيلِ فيديو يعمل بالكامل بالترانزستورات.
تبع تطوير شريط الفيديو بالكاسيت استبدال الأنظمة المفتوحة بالبكرات في المنتجات الاستهلاكية بأنظمة الكاسيت؛ مثل خرطوشة الصوت رباعية المسارات ستيريو-باك عام 1962، وشريط الكاسيت الصوتي المُدمج وخرطوشةِ أفلام إنستاماتيكعام 1963، وخرطوشة المسارات الثمانية عام 1965، وخرطوشةِ أفلام سوبر 8 المنزلية عام 1966.

### عربية
1. ↑  منير البعلبكي؛ رمزي البعلبكي (2008). المورد الحديث: قاموس إنكليزي عربي (بالعربية والإنجليزية) (ط. 1). بيروت: دار العلم للملايين. ص. 1311. ISBN:978-9953-63-541-5. OCLC:405515532. OL:50197876M. QID:Q112315598.
2. ↑  أحمد شفيق الخطيب (2018). معجم المصطلحات العلمية والفنية والهندسية الجديد: إنجليزي - عربي موضح بالرسوم (بالعربية والإنجليزية) (ط. 1). بيروت: مكتبة لبنان ناشرون. ص. 888. ISBN:978-9953-33-197-3. OCLC:1043304467. OL:19871709M. QID:Q12244028.

### إنجليزية
1. ↑  Woods, Ben (2016). "RIP the VCR: The last manufacturer in Japan is finally stopping production". Wired (بالإنجليزية). Archived from the original on 2025-03-18.
2. ↑  "Ampex VRX-1000 – The First Commercial Videotape Recorder in 1956" (بالإنجليزية). Cedmagic.com. 14 Apr 1956. Archived from the original on 2024-07-09. Retrieved 2025-04-24.
3. ↑  Richard N. Diehl. "Labguy's World: The Birth of Video Recording" (بالإنجليزية). Labguysworld.com. Archived from the original on 2024-12-27. Retrieved 2010-05-31.
4. ↑  "50 Years of the Video Cassette Recorder". www.wipo.int (بالإنجليزية). Nov 2006. Archived from the original on 2024-04-16.
5. ↑  "Sony Global – Sony History" (بالإنجليزية). Sony.net. Archived from the original on 2009-09-07. Retrieved 2025-04-23.
6. ↑  "The quest for home video: Telcan home video recorder" (بالإنجليزية). Terramedia.co.uk. 22 Oct 2001. Archived from the original on 2025-04-03. Retrieved 2010-05-31.
7. ↑  "Total Rewind" (بالإنجليزية). Total Rewind. Archived from the original on 2025-02-24. Retrieved 2010-05-31.
8. ↑  "BBC History" (بالإنجليزية). BBC.co.uk. 24 Jun 1963. Archived from the original on 2023-03-06. Retrieved 2010-05-31.
9. ↑  "Trends in the Semiconductor Industry: 1970s". Semiconductor History Museum of Japan (بالإنجليزية). Archived from the original on 2015-03-14. Retrieved 2019-06-27.
10. ↑  "Vintage Kodak home movie cameras from the '60s: Instamatics, Super 8 & more". clickamericana.com (بالإنجليزية الأمريكية). 22 Feb 2020. Archived from the original on 2025-04-02. Retrieved 2022-03-21.